# Suojärvi (sjö i Finland, Egentliga Tavastland, lat 60,90, long 24,47)
Suojärvi är en sjö i Finland. Den ligger i kommunen Janakkala i landskapet Egentliga Tavastland, i den södra delen av landet, 80 km norr om huvudstaden Helsingfors. Suojärvi ligger 89,2 meter över havet. Arean är 89,3 hektar och strandlinjen är 4,59 kilometer lång. Sjön  ingår i Kumo älvs huvudavrinningsområde.   I omgivningarna runt Suojärvi växer i huvudsak blandskog.